# Dicranomyia floridana
Dicranomyia floridana là một loài ruồi trong họ Limoniidae. Chúng phân bố ở miền Tân bắc.